# Marilyn Jorgenson Reece

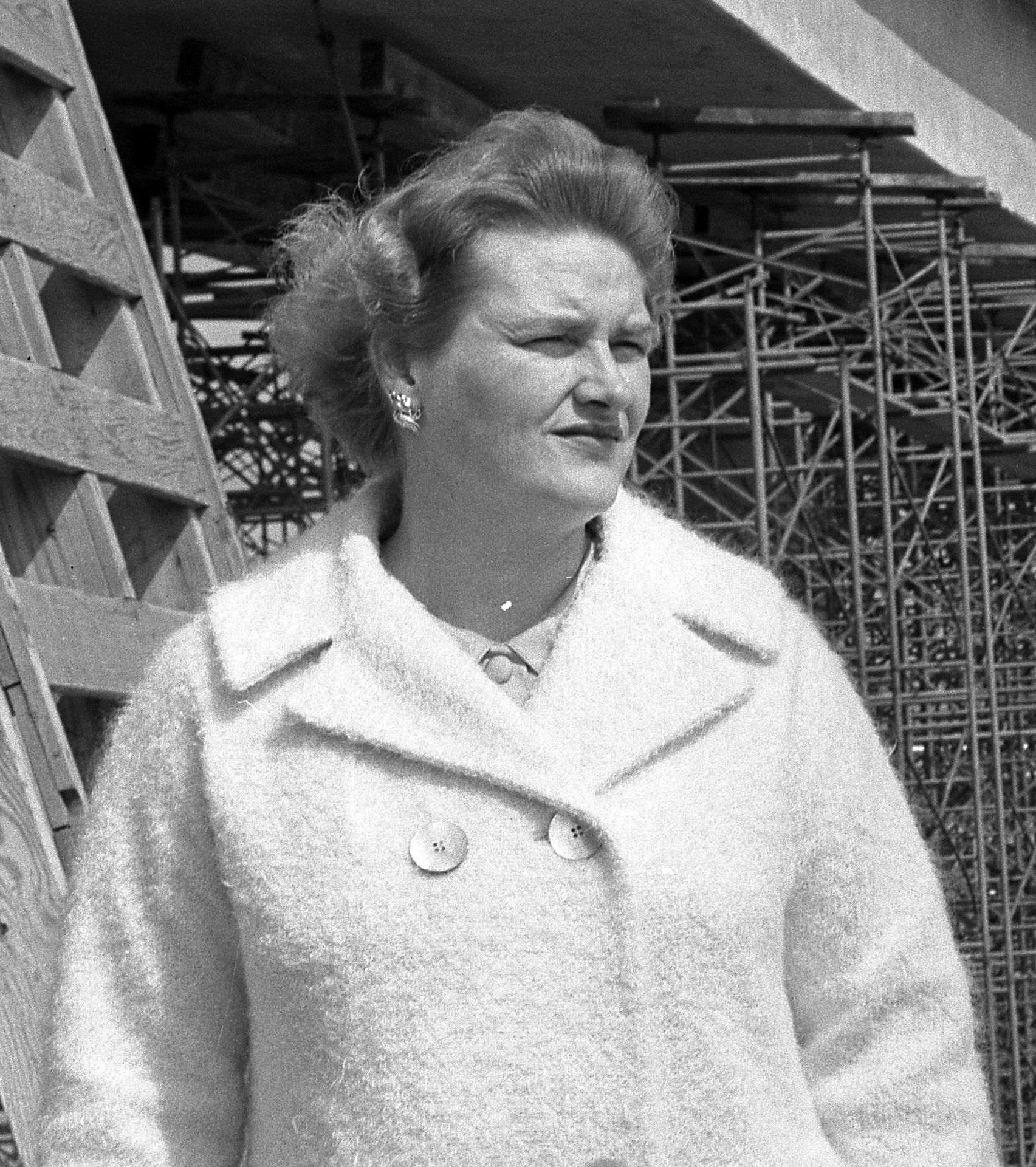
Marilyn Reece

Marilyn Jorgenson Reece (* 8. September 1926 in Kenmare, North Dakota; † 15. Mai 2004 in Hacienda Heights, Kalifornien) war eine US-amerikanische Bauingenieurin. Sie war die erste Frau, die in Kalifornien als Bauingenieurin lizenziert wurde. Sie entwarf das ikonische Autobahnkreuz der Interstate 10 und Interstate 405 in Los Angeles, das heute ihren Namen trägt.

## Leben und Ausbildung
Marilyn Jorgenson wurde am 8. September 1926 in Kenmare, North Dakota, als Tochter von Virgil und Marion Jorgenson geboren. Sie war dänischer Abstammung. Sie besuchte die Shakopee High School in Minnesota und schloss 1944 als Salutatorian ab. 1948 erhielt sie ihren Abschluss in Bauingenieurwesen an der University of Minnesota.

## Beruf
Nach dem Studium zog sie nach Kalifornien und begann ihre Karriere bei der State Division of Highways (heute Caltrans). 1954 wurde sie als erste Frau im Bundesstaat Kalifornien als Bauingenieurin zugelassen. Während ihrer Laufbahn betreute sie zahlreiche Projekte, darunter als leitende Ingenieurin den Bau des 210 Freeway durch Sunland (1975). Ihr bekanntestes Werk ist das Autobahnkreuz der Interstate 10 und Interstate 405 in Los Angeles, das 1964 eröffnet wurde. Sie entwarf das Kreuz so, dass der Verkehr mit hoher Geschwindigkeit und ohne abruptes Bremsen fließen konnte. Für diese Leistung erhielt sie den Governor’s Design Excellence Award von Gouverneur Pat Brown. 2008 wurde das Kreuz offiziell als Marilyn Jorgenson Reece Memorial Interchange benannt.

## Privatleben
Marilyn Reece war mit Alvin Reece verheiratet, der ebenfalls Bauingenieur bei Caltrans war. Sie hatten zwei Töchter, Kirsten Reece Stahl (ebenfalls Bauingenieurin) und Anne Reece Bartolotti. Reece starb am 15. Mai 2004 in Hacienda Heights, Kalifornien.

## Ehrungen
- Governor’s Design Excellence Award (1962)[1]
- Benennung des Autobahnkreuzes I-10/I-405 als Marilyn Jorgenson Reece Memorial Interchange (2008)[2]